# Visoko (Bosnie-Herzégovine)
Pour les articles homonymes, voir Visoko.
Visoko (en cyrillique : Високо) est une ville et une municipalité de Bosnie-Herzégovine située dans le canton de Zenica-Doboj et dans la fédération de Bosnie-et-Herzégovine. Selon les premiers résultats du recensement bosnien de 2013, la ville intra muros compte 11 552 habitants et la municipalité 41 352.
Visoko est une ville du centre de la Bosnie-Herzégovine, riche de culture et d'histoire. Elle est située à mi-chemin sur la route reliant Zenica et Sarajevo. Visoko est traversée par la rivière Bosna, à la confluence avec la rivière Fojnička (Fojnička rijeka).

## Géographie
La municipalité couvrant 230,8 km2 regroupe plusieurs vallées aux caractéristiques morphologiques différentes, et inclut une partie des contreforts du massif central bosnien dont les monts Ozren, Vranica et Zvijezda. Les altitudes s'étendent de 400 à 1 050 mètres.
L'environnement naturel de Visoko est composé des bassins de la rivière Bosna et de la Fojnička rijeka, un affluent gauche de la Bosna.

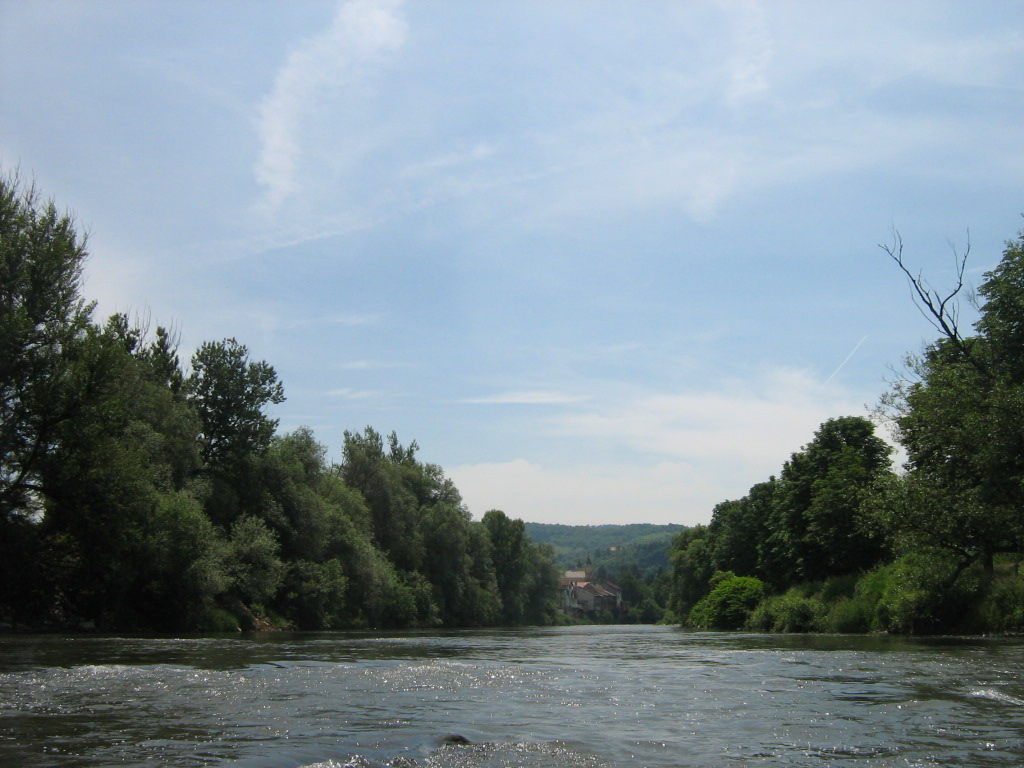
La rivière Bosna

Les villes limitrophes de la municipalité sont Kiseljak, Busovača, Kakanj, Vareš, Breza, Ilijaš et Ilidža, et elle est relièe par voie ferrée à la côte Adriatique. Elle est également située sur l'artère routière menant vers Sarajevo–Zenica au nord.

## Histoire
La région de Visoko a été le cœur de la Bosnie au Moyen Âge.
Après l'annexion de la Bosnie par l'Autriche-Hongrie, Visoko conserve son style oriental en vogue pendant le règne ottoman. 
Au sein de la première Yougoslavie, Visoko se développe peu, et est donc fort peu abîmée par la Seconde Guerre mondiale. 
L'expansion de la ville s'amorce seulement avec la Yougoslavie communiste. 
La guerre de Bosnie-Herzégovine (1992-1995) ne l'épargne pas, mais elle reste sous le contrôle de l'armée bosniaque pendant les quatre ans de guerre. 
Aujourd'hui, Visoko est une ville riche d'histoire et de culture, mais son économie a beaucoup perdu de ses capacités d'avant-guerre.

### Périodepréhistorique
Il existe des témoignages d'une longue période d'occupation ininterrompue, dont les premières traces remontent à 4000 av. J.-C. 
Du fait de la présence des deux rivières Bosna et Fojnička, l'emplacement de la ville a toujours été habité.
Des sites néolithiques ont été découverts sur les rives des rivières en des lieux appelés aujourd'hui Arnautovići, Donje Mođtre, Okolište, Zbilje, Ginje, et Dvor. 
Les fouilles ont permis de découvrir des outils et autres objets datant de cette période.
La région occupe une position centrale en Bosnie entre la côte adriatique et le cœur des Balkans. Les cours de la Neretva et de la Bosna furent des artères d'échanges commerciaux entre les métropoles qu'elles reliaient. Depuis 2002, des fouilles et prospections géophysiques sont menées dans le grand site des collines Okolište. Les premiers résultats permirent de découvrir cinq hameaux avec des maisons alignées et connectées. Les excavations entreprises et les analyses effectuées confirmèrent leur origine néolithique tardif.

### IllyrieetEmpire romain
La région de Visoko a aussi été habitée par les tribus illyriennes. 
L'Empire romain l'occupe à partir de 9 ap. J.-C., et y construit des routes et forteresses comme celles de Kralupi, Seoča et Mokronozi.

### Bosnie médiévale (958-1463)

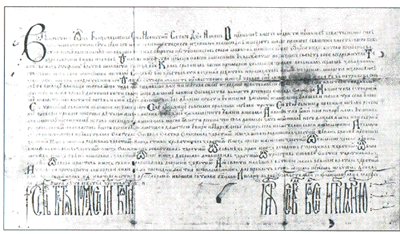
Charte de Stefan Tvrtko Ier de Bosnie

Visoko tire son nom du château et de la ville de Visoki qui se tenaient sur la colline Visočica. 
Avec Podvisoki, Mile (appelée aujourd'hui Arnautovići), Biskupići et Moštre, elles formaient l'ensemble appelé alors la Vallée de Visoki. 
Visoki et son château étaient le centre du puissant royaume de Bosnie. 
Plusieurs chartes historiques en sont originaires, dont notamment in castro nostro Vizoka vocatum, la charte du premier roi bosnien Stefan Tvrtko Ier de Bosnie, de 1355, par ailleurs descendant de la puissante lignée serbe des Nemanjići de Rascie du côté de sa grand-mère paternelle.
L'assemblée du Velikog rusaga bosanskog (Grand Rusag Bosnien) se tenait à Mile, où Tvrtko Ier fut couronné en 1377 et plus tard enterré aux côtés de son oncle et prédécesseur, le Ban de Bosnie Stjepan II Kotromanić.

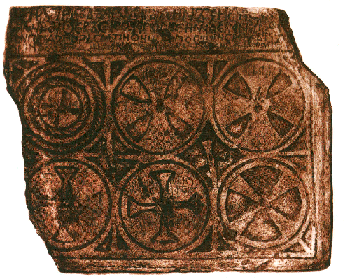
Plaque du ban Kulin (Biskupići, 1193)

Les Archives de l'État Médiéval Bosnien étaient également situées ici. Mile est aujourd'hui fameuse pour ses nombreuses tombes ornementées de rois, bans et autres anciens dirigeants. En 1340, Mile était le centre de la province paroissiale de Saint Kuzma et Damjan (mentionnée pour la première fois en 1244), et les restes de l'église sont encore visibles sur le site. La Plaque de Ban Kulin (datant de 1193) fut découverte à Biskupići, avec les restes d'une autre ancienne église médiévale, d'un cimetière et de fondations d'autres édifices médiévaux. L'université de Moštre, fondée en 1175, fut l'une des premières d'Europe, et était connue pour son enseignement en médecine, théologie, cosmogonie et éthique, bien que du fait de son rattachement avec l'Église bosnienne, rien n'a subsisté de ses archives et son existence n'est attestée que par quelques documents des Archives du Vatican, son ennemi catholique.
Les autres lieux médiévaux remarquables sont les villes de Sebinje, Čajan en Gračanica — qui protégeait les routes entre Visoko et Bobovac — et la ville de Bedem i Goduša.

### Période ottomane (1463-1878)

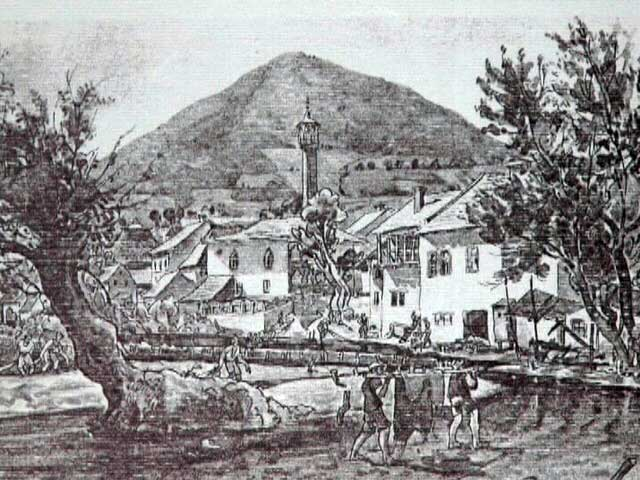
Peinture de Visoko et de sa mosquée sous le règne Ottoman

La région de Visoko fut conquise par l'Empire ottoman vers 1463, et le nom a pris cette forme depuis. Le fondateur de la cité de Visoko (Visoki et Podvisoki ne s'étant pas plus développées) était le pacha Ajas-beg qui en était originaire et était bogomile, mais se convertit à l'Islam. En 1483, Visoko était une municipalité (nahija) gouvernée par un voïvode. Il y avait un imam principal qui en plus de son ministère religieux, remplissait des fonctions sociales. La justice était rendue suivant le code de la charia par un naib assisté d'un jury composé de citoyens honorables de Visoko.
Jusqu'en 1477, Ajas-Beg fit construire hammams, mektebs (écoles primaires religieuses), aqueduc, pont sur la rivière Bosna et madrassa (université théologique), il fit aussi ériger un tekke derviche (monastère) encore préservé aujourd'hui. Dans cette courte période, Visoko s'est développée en centre administratif de la municipalité, foyer de commerce et d'artisanat et aussi de culture et de spiritualité. L'aspect de Visoko s'est alors imprégné d'un style islamique oriental.

### Période Austro-Hongroise (1878-1918)

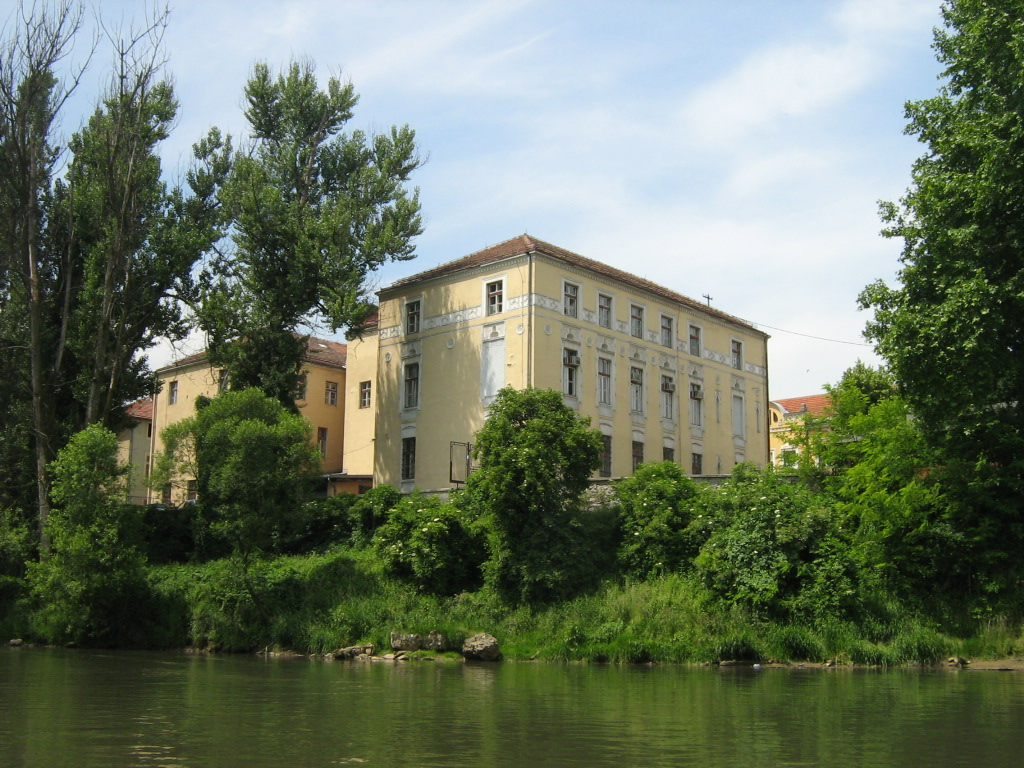
Exemple de bâtiment en style néo-mauresque construit pendant la période Austro-Hongroise

Malgré la résistance d'une milice locale, la Bosnie fut officiellement annexée par l'Autriche-Hongrie en 1878. Au début de ce règne, Visoko ne changea pas beaucoup et garda son aspect architectural. En 1882, les archives font état d'une colonisation organisée avec le développement du commerce, de l'administration et d'autres institutions. L'immersion dans la culture occidentale modifia l'aspect de Visoko par des constructions de style pseudo-maure. La ville s'étendit jusqu'aux rives de la Fojnička au-delà du pont sur la Bosna de telle sorte que la mosquée Tabhana se retrouva dans l'agglomération de Visoko.
Les édifications de cette période comprennent la gare (1882), le palais de justice (1895), une église franciscaine et son gymnase (1899 - 1900), la mairie et une école primaire (1910). Toutes furent bâties dans le style pseudo-maure. Les développements suivants furent réfrénés par jangija, le grand incendie de 1911 qui détruisit complètement la ville haute ainsi que les habitations de l'axe principal, la mosquée Shadrvan et un lycée. En tout, 450 bâtiments furent brûlés. La reconstruction de la ville commença au printemps 1912 et le gouvernement imposa que les constructions fussent en briques toiturées de tuiles dans le style bosniaque traditionnel. Il en résulta un mélange unique de styles oriental et occidental. Certaines maisons de cette époque subsistent dans les vieux quartiers.

### Royaume de Yougoslavie,NDHetSeconde Guerre mondiale(1918-1945)
Après la Première Guerre mondiale et la défaite de l'Autriche-Hongrie en 1918, Visoko intégra le jeune royaume de Yougoslavie. Dans cet état, la ville n'évolua ni en taille ni en aspect. Quand la Seconde Guerre mondiale éclata, Visoko fut absorbée dans le nouvel État indépendant de Croatie (NDH) soutenu par le Troisième Reich. Les bombardements alliés harcelant les forces allemandes et la NDH atteignirent Visoko où neuf bombes détruisirent des cibles stratégiques. Durant la guerre, la ville n'étant pas sur le front n'en souffrit pas directement. Cependant, 142 des 1 205 soldats que comptait la région furent tués. Visoko fut libérée le 7 avril 1945 par les 7e, 9e et 17e brigades de Krajina, Dixième division des Partisans yougoslaves.

### République fédérative socialiste de Yougoslavie(1945-1992)

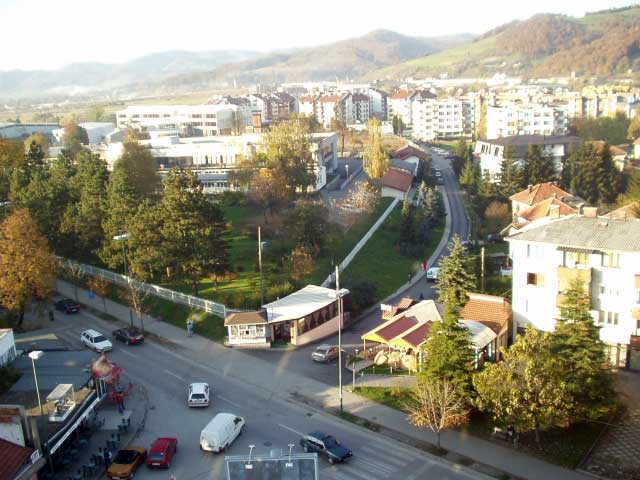
Lotissement moderne Naselje Luke construit à la fin des années 1980 et au début des années 1990

Après la Seconde Guerre mondiale, Visoko, comme d'autres villes bosniennes, commença son industrialisation et une nouvelle phase d'expansion. À partir de 1950, la ville s'étend sur les plaines bordant la Bosna et la Fojnička anciennement dévolues à l'agriculture vivrière. La ville était réputée depuis longtemps pour son industrie du cuir de qualité (plus que de quantité), et ce nouvel essor industriel amena la plus grande manufacture de cuir de Yougoslavie KTK à installer sa maison mère à Visoko. En plus de cette industrie, Visoko se distinguait aussi par celles du textile, la métallurgie, son agriculture et ses activités commerciales, faisant de la ville une des plus exportatrices de l'ancienne Yougoslavie (en 1991, Visoko réalisait pour 92,5 millions de dollars d'exportations dont 80 par KTK). Pour sa réussite économique, Tito vint à Visoko pour visiter toutes les usines, ce qui marqua l'esprit des habitants.
Durant cette période, la ville développa ses institutions essentielles telles que postes, commissariats, casernes de pompiers, services de santé, hôtels, supermarchés, stades et foyers. La culture s'épanouit avec un théâtre, des cinémas et des bibliothèques. L'éducation fut aussi améliorée par la construction de trois nouvelles écoles : la primaire Safvet-beg Bašagić, deux collèges avec gymnase et le lycée mixte Hazim Šabanović. La fin des années 1980 et le début des années 1990 vécurent une urbanisation intense et la construction de lotissements tels que Luke qui constitue la zone la plus densément peuplée de Visoko.
En 1953, le club de handball de Visoko, RK Bosna (anciennement Vitex), fut fondé et gagna le premier championnat yougoslave. Un club de football nommé Bosna fut créé la même année par la fusion des clubs Jadran (datant de 1923) et Radnički  (de 1934). L'aéroclub Izet Kurtalić eut aussi un certain succès avec plusieurs victoires dans des compétitions yougoslaves.

### Visoko dans la guerre de Bosnie (1992-1995)

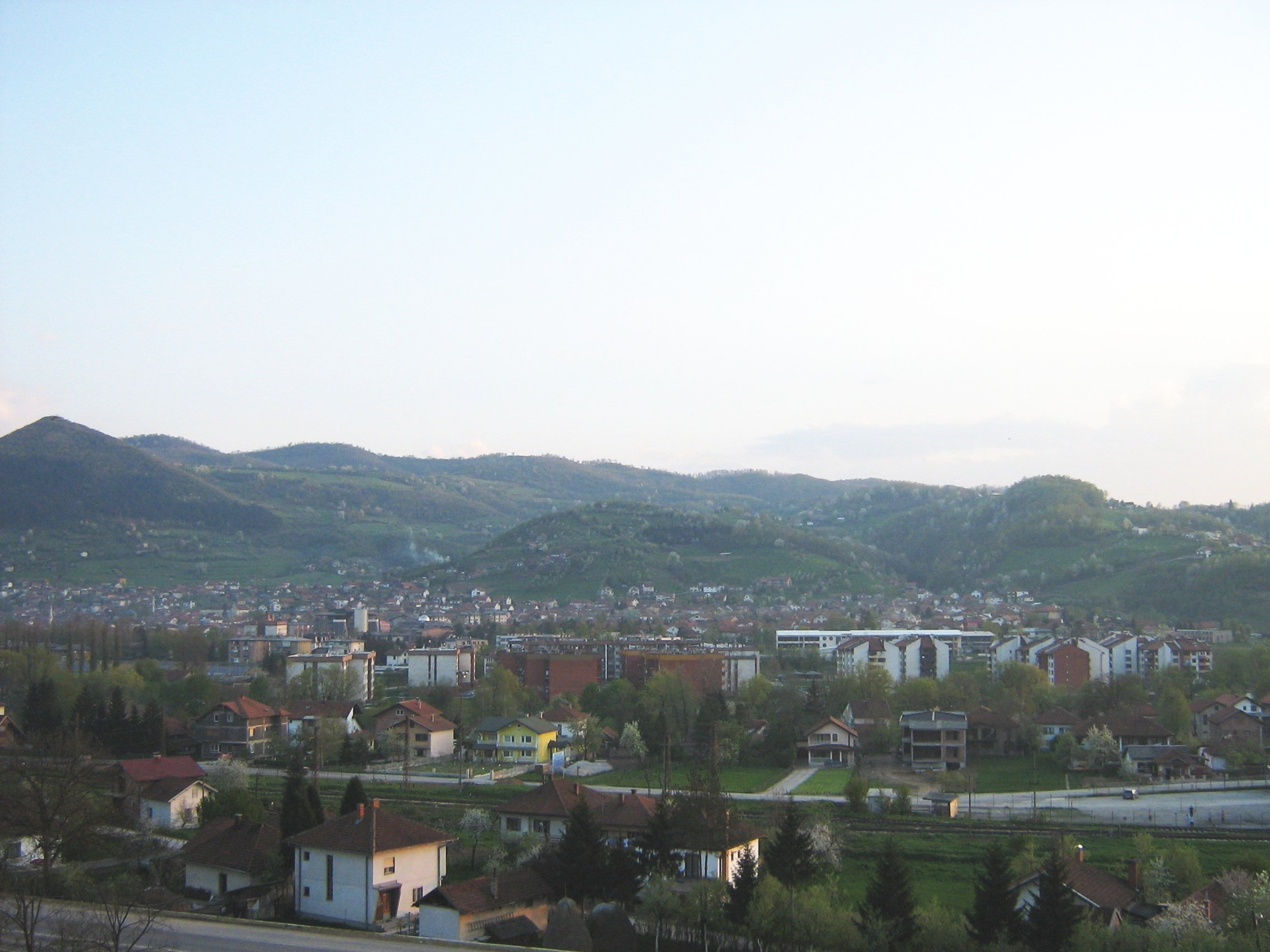
Vue extérieure de Visoko, avec les lotissements modernes et les collines environnantes dont Visočica à gauche

Le 6 avril 1992, l'état d'urgence fut proclamé à cause de rumeurs propagées par le parti SDA insinuant d'une façon ou d'une autre que les Serbes de Bosnie au sein de la ville et des alentours de cette dernière étaient des « occupants et agresseurs » de l'État indépendant de la BIH. Les habitants s'armèrent donc eux-mêmes ou par l'intermédiaire du parti bosniaque SDA. La réaction rapide de la population évita la prise de la ville grâce à la capture de deux casernes de la JNA le 26 avril. La défense territoriale (TO) composé essentiellement de l'ethnie musulmane, purent ainsi saisir leur arsenal et renverser le cours du conflit dans la région de Visoko. Le village voisin de Zimča était le pivot de l'encerclement de la ville par les serbes du SDS ; le 20 juin, une offensive de l'ensemble des unités partisanes permit sa libération, capturant ou tuant les « assiégeants » serbes. Les armes capturées permirent d'apporter un soutien d'artillerie aux troupes bosniaques de Sarajevo, ce dont Sefer Halilović félicita Visoko le 24 juin.
Fin janvier suivant, le conflit se reporte alors entre les Croates de Bosnie du HVO et l'Armée de Bosnie et Herzégovine (ARBiH, qui succéda aux TO). Le 27 janvier, les troupes de Visoko et alentours brisèrent le blocus de Fojnica. Le 2 novembre, l'ARBiH captura sans aucune perte la ville voisine de Vareš, tenue par le HVO. Fin 1994, le cessez-le-feu entre le HVO et l'ARBiH aboutit à la formation de la Fédération et permit de concentrer la lutte contre le VRS serbo-bosniaque, bien mieux armé.

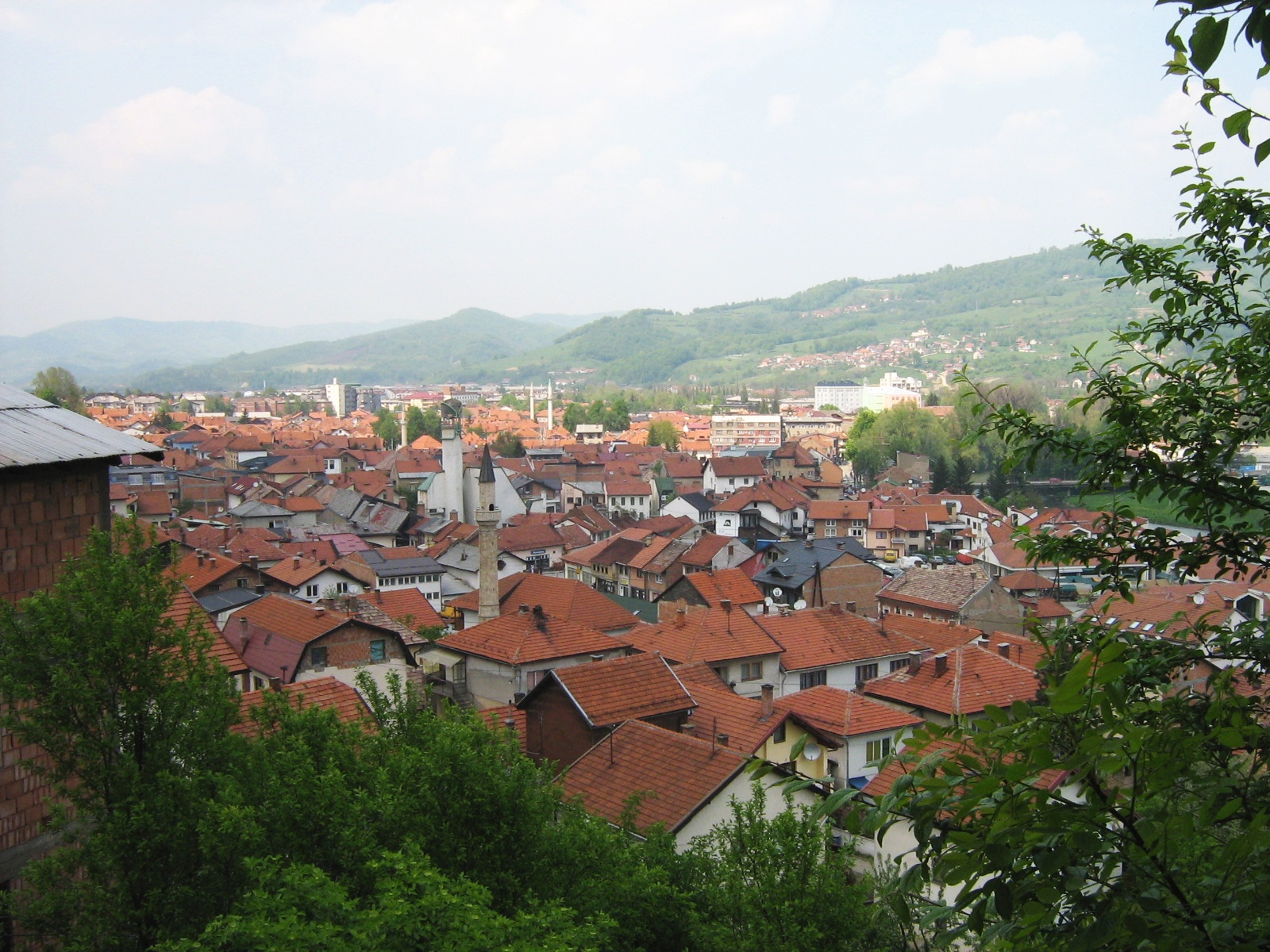
Vue du sommet de la colline Visočica. Les vieux quartiers sont à l'avant-plan et les nouveaux au fond

Le 15 juin, Visoko était au cœur des préparatifs de l'offensive contre le siège de Sarajevo. Comme l'ARBiH n'avait pas droit de passage dans les territoires tenus par le HVO (Kiseljak), ce mouvement se fit directement depuis Visoko vers des positions serbes très bien armées et fortifiées (depuis quatre années d'occupation). L'opération fut quand même menée mais n'apporta guère d'avantage stratégique, libérant quelques territoires mais ne permettant pas de briser le siège. Cette manœuvre aida les forces de l'ARBiH hors de Sarajevo à reprendre plusieurs villes et villages.
Finalement, les accords de Dayton supprimèrent les lignes de fronts menaçantes qui voisinaient depuis quatre ans sans beaucoup évoluer, excepté la prise de Zimča et de quelques collines mineures, empêchant l'encerclement de la ville. Visoko était alors lourdement meurtrie; ses ressources et usines ayant été délibérément touchées, voire détruites. Les dommages économiques étaient estimés à 200 millions de dollars. Les quatre années de guerre coûtèrent à Visoko la vie de 297 soldats et 600 blessés. 23 soldats de la région reçurent la plus haute distinction de l'ARBiH Zlatni Ljiljan (Lys d'Or), et 19 membres de la police reçurent l'Étoile d'Or de la Police. Les populations civiles ont aussi souffert, comptant de nombreux morts et blessés, bien que durant toute la guerre, la région de Visoko servit de havre pour les réfugiés de Bosnie et d'Herzégovine car elle était particulièrement bien défendue. Pour cette même raison, et de par sa capacité de production et son aérodrome improvisé, Visoko était le centre logistique de l'ARBiH.

### Visočica
Visočica est une colline surplombant la ville de Visoko. En octobre 2005, l'archéologue amateur Semir Osmanagić prétendit que cette colline et plusieurs environnantes dissimulent des pyramides , qui, si cela se révélait exact, seraient les plus anciennes d'Europe. Cette théorie n'a reçu aucune reconnaissance de la part de la communauté archéologique internationale et a été dénoncée par une pétition d'archéologues comme un « canular cruel » et un « gaspillage de ressources » .

## Localités

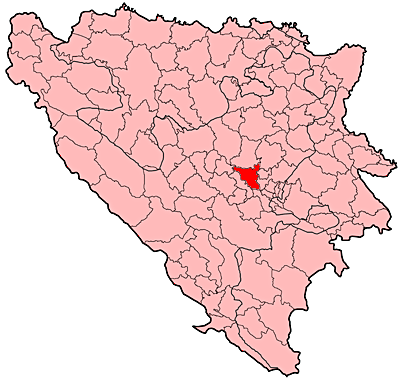
Localisation de la municipalité de Visoko en Bosnie-Herzégovine

La municipalité de Visoko compte 88 localités :
| - Arnautovići - Bare - Bešići - Biskupići - Bradve - Brezovik - Buci - Bulčići - Buzić Mahala - Buzići - Čakalovići - Čekrčići - Čifluk - Ćatići - Dautovci | - Dobrinje - Dobro - Dobro Selo - Dol - Dolipolje - Dolovi - Donja Vratnica - Donja Zimća - Donje Moštre - Dvor - Džindići - Ginje - Goduša - Gorani - Gornja Vratnica | - Gornja Zimća - Gornje Moštre - Grad - Grajani - Grđevac - Hadžići - Hlapčevići - Jelašje - Kalići - Kalotići - Koložići - Kondžilo - Kopači - Kula Banjer - Liješeva | - Lisovo - Loznik - Lužnica - Mali Trnovci - Malo Čajno - Maurovići - Mladoš - Muhašinovići - Mulići - Okolišće - Orašac - Ozrakovići - Paljike - Podvinjci - Podvinje | - Poklečići - Poriječani - Radinovići - Rajčići - Ramadanovci - Ratkovci - Seoča - Smršnica - Srhinje - Stuparići - Svinjarevo - Šošnje - Taukčići - Topuzovo Polje - Tramošnjik | - Tujlići - Tušnjići - Upovac - Uvorići - Veliko Čajno - Veruša - Vidovići - Vilenjak - Visoko - Vrela - Zagorice - Zagornica - Zbilje |

## Démographie

### Villeintra muros

#### Évolution historique de la population dans la villeintra muros
| 1948 | 1953 | 1961  | 1971  | 1981   | 1991   | 2013   |
| ---- | ---- | ----- | ----- | ------ | ------ | ------ |
| -    | -    | 7 470 | 9 491 | 11 653 | 13 663 | 11 552 |

|  |

### Évolution historique de la population dans la municipalité
| 1961   | 1971   | 1981   | 1991   | 2013   |
| ------ | ------ | ------ | ------ | ------ |
| 29 518 | 35 503 | 40 901 | 46 160 | 41 352 |

### Répartition de la population par nationalités dans la municipalité (1991)
En 1991, sur un total de 46 160 habitants, la population se répartissait de la manière suivante :

## Politique
À la suite des élections locales de 2012, les 25 sièges de l'assemblée municipale se répartissaient de la manière suivante :
| Parti                                                               | Sièges |
| ------------------------------------------------------------------- | ------ |
| Parti d'action démocratique (SDA)                                   | 9      |
| Alliance pour un meilleur avenir de la Bosnie-Herzégovine (SBB BiH) | 4      |
| Parti d'activité démocratique (A-SDA)                               | 4      |
| Parti social-démocrate (SDP)                                        | 3      |
| Parti pour la Bosnie-Herzégovine (SBiH)                             | 2      |
| Parti patriotique de Bosnie-Herzégovine-Sefer Halilović (BPS)       | 2      |
| Liste indépendante pour Visoko                                      | 1      |

Amra Babić, membre du Parti d'action démocratique (SDA), a été élue maire de la municipalité.

## Culture
Visoko possède un musée national qui expose l'héritage culturel et historique de la région et de la Bosnie. La plupart de la collection concerne la période médiévale, car la vallée de Visoko (Mile, Biskupići et Mošte) était le centre du royaume de Bosnie. Les pièces médiévales comprennent entre autres des fragments du château et de la ville de Visoki. À Goduša se trouve une extension de ce musée où sont conservés des objets artisanaux antiques, essentiellement en bois sculptés. Le directeur du musée est le professeur Senad Hodović.

### Musique
Dans la ville voisine de Mulići se trouve l'Institut Sevdah dirigé par Omer Pobrić, dont la mission est de préserver la musique, les traditions et la sevdalinka bosniaque. La plupart de la musique à Visoko est destinée à l'audience locale, sans grand succès au-delà.

## Sports
Le sport encadré démarra avec le développement des écoles laïques et confessionnelles. En 1909 fut fondée l'association Soko qui encadrait la plupart des activités. La construction du complexe sportif en 1934 lança la pratique du volley, du foot et plus tard du handball.
Voici une liste des clubs sportifs actuels :
- Club de football Bosna Visoko
- Club de handball Bosna Visoko
- Club de handball féminin Visoko
- Aéromodélisme Izet Kurtalić
- Club de basket-ball Visoko
- École de basket-ball XXL Basket
- Club de tir Visoko
- Club de bowling Bosna
- Club de karaté Visoko
- Club de karaté Budućnost
- Académie de taekwondo Visoko
- Société de pêche Visoko
- Association d'alpinisme Visočica
- Société de Chasse Srndač
- Club de tennis de table Bosnia
- Club d'échecs Visoko
- Automobile club VAK Visoko.

## Éducation
- Université médiévale de Moštre

Il subsiste peu d'informations à propos des universités médiévales de cette région, appelée l'endroit nommé Bosnie dans les Archives du Vatican. La première mention de cet établissement remonte à 1175 sous l'appellation de Haute Académie de l'Organisation religieuse bosnienne. Son enseignement était réputé en médecine, théologie, cosmogonie et éthique. Quatre documents font état directement ou indirectement de son existence.
Écoles primaires:
- École primaire Orthodoxe - Construite en 1857, supprimée en 1914
- École Municipale, Visoko - Construite en 1886, puis déménagée
- École Kraljevac (aujourd'hui École Kulin Ban), Visoko - Construite en 1910, agrandie en 1961, 1971, 1975 et 1976
- École primaire Safvet-beg Bašagić, Visoko - Construite en 1958
- École primaire d'éducation musicale Avdo Smailović, Visoko - Débuta en 1973 dans l'école Safvet-beg Bašagić, puis en devint indépendante en 1979
- École primaire Mula Mustafa Bašeskija, Moštre, Visoko - Construite en 1918
- École primaire Musa Ćazim Ćatić, Veliko Čajno, Visoko - Construite en 1938
- École primaire Alija Nametak, Buci, Visoko - Construite en 1951
- École primaire Mehmedalija Mak Dizdar, Dobrinje, Visoko - Construite en 1954

Enseignement secondaire:
- Madrasa (collège musulman) Osman ef. Redžović, Visoko - Construite en 1838
- Ruždija (équivalent ottoman des lycées européens), Visoko - Construit en 1870, supprimé en 1879 après l'annexion austro-hongroise
- Gymnase Franciscain, Visoko - D'abord situé à Guća Gora puis transféré à Visoko en 1900
- Gymnase Principal, Visoko - Construit en 1960
- Lycée Hazim Šabanović, Visoko - Construit en 1960

## Santé
Visoko possède un centre médical et une polyclinique construite en 1953.

## Personnalités
- Milaš Radomirić
- Matrakçı Nasuh
- Mustafa Cerić
- Ajas-beg
- Ferid Semić
- Gordana Muzaferija
- Kenan Jusufbašić
- Hilmo Neimarlija
- Omer Pobrić
- Senad Hodović
- Zaim Muzaferija
- Zdenko Antović
- Enes Begović
- Slaviša Vukićević ili Vukičević
- Armin Muzaferija
- Zdenko Antović

## Coopération internationale
- Bjelovar (Croatie)[9]